# Guido Calabresi
Pour les articles homonymes, voir Calabresi.
Guido Calabresi (né en 1932 à Milan, Italie - ) est un juriste américain d'origine italienne et juge à la cour d'appel pour le Second Circuit. Ancien doyen de la faculté de Droit de Yale aux États-Unis, où il est également professeur depuis 1959. Calabresi est considéré, avec Ronald Coase, Richard Posner et Henry Manne, comme un des fondateurs de l'analyse économique du droit (ou « Law & Economics »). 

## Biographie
C'est un des fils du cardiologue Massimo Calabresi et de la spécialiste de littérature européenne Bianca Maria Finzi-Contini . La famille Calabresi a immigré aux États-Unis pour des raisons politiques en 1939 et obtenu la nationalité américaine en 1948.
Guido Calabresi est marié à Anne Gordon Audubon Tyler (anthropologue) et a eu trois enfants, Anne Calabresi Oldshue, psychiatre, Massimo Franklin Tyler Calabresi, journaliste et Bianca Finzi-Contini Calabresi.

## Formation
Guido Calabresi reçoit un B.S. degree (« summa cum laude », plus haute distinction possible) de la faculté de Yale en 1953, étant reçu premier au cours de sciences économiques (choix qui aura toute son importance dans ses recherches ultérieures). Il est alors choisi pour être un « Rhodes Scholar » (bourse universitaire très prestigieuse), étudiant au Magdalen College à Oxford et à l'université d'Oxford où il obtient un B.A. avec les honneurs en 1955. Il reçoit son doctorat de droit (J.D.) de Yale en 1958, en étant toujours premier de sa classe, il est alors aussi un membre du comité éditorial de la « Yale Law Review ». Il obtient ensuite le poste de clerc de Justice auprès du juge à la Cour suprême Hugo Black entre 1958 et 1959.

## Carrière
Calabresi devient membre de la Faculté de droit de Yale après son passage au poste de clerc, et y a été doyen de 1985 à 1994. Il a aujourd'hui la position de « Sterling Professor & Professor Emeritus of Law » et de « Professorial Lecturer in Law » toujours à la faculté de Yale. En 1994, le président Bill Clinton le nomme au poste de juge à la cour d'appel pour le second circuit. Le président Clinton est lui aussi un ancien élève de la Yale Law School, bien qu'il n'ait jamais eu Calabresi comme professeur. Parmi les anciens élèves de Calabresi et les participants à ses séminaires, on peut trouver l'ancien juge à la Cour suprême Samuel Alito, la juriste féministe Catharine MacKinnon, et un professeur de droit d'Harvard, Richard H. Fallon Jr.
Calabresi est, avec Ronald Coase, Richard Posner et Henry Manne, un des fondateurs du courant de l'analyse économique du droit (« Law & Economics »). Ses travaux pionniers en la matière mettent en avant l'application du raisonnement économique au droit civil et une interprétation juridique du théorème de Coase. Ses premiers travaux dans ce domaine (1961) suivent de près ceux de Ronald Coase (1960) mais s'en distancient par des considérations d'ordre plus juridique et une réflexion en matière de justice et d'équité (à travers les questions de redistribution, totalement mises à l'écart par l'École de Chicago, Posner en tête). L'opposition de Calabresi et de Richard Posner a pu donner naissance à deux écoles distinctes d'analyse économique du droit, Posner et Chicago restant la position dominante et Calabresi se retrouvant chef de file de l'école de « New Haven » (avec Susan Rose-Ackermann, par exemple).
Calabresi a été récompensé pour son œuvre par plus de 40 diplômes universitaires étrangers à titre honorifique.